# Rosa Mirambell i Càceres
Rosa Mirambell i Càceres (Barcelona, 1933) es una pintora y grabadora española. Estudió en la Escuela de la Lonja y en la Escuela de Bellas Artes de Sant Jordi (Facultad de Bellas Artes de la Universidad de Barcelona), donde se doctoró. Ha sido galardonada con varios premios internacionales, como el Matilde Lorovere, de Nápoles, el del Salon International d'Arts Plastiques, de Béziers, y el de l’Accademia Internazionale di Arte Moderna, de Roma. Desde 1980 hasta hoy ha expuesto en numerosas ocasiones, tanto en muestras individuales como colectivas, principalmente en Barcelona y Cadaqués. Hay obra suya en diversos museos y galerías, como el Museo Zabaleta, de Jaén, o el Museo Textil y de la Indumentaria, y la Galería Lleonart, de Barcelona, o la Galería Fort, de Cadaqués.
Ha escrito ensayos sobre teoría del arte como, Música per a pintors (i viceversa). Barcelona : Abadía de Montserrat, 2008.
Su fondo personal, formado por matrices, estampas y libros de bibliófilo, se conserva en la Biblioteca de Catalunya